# Hans-Peter Übleis
Hans-Peter Übleis (* 21. März 1951 in Steyr, Österreich) ist ein österreichisch-deutscher Verleger und Verlagsmanager. Er war Verleger der Münchner Verlagsgruppe Droemer Knaur, Mitglied der Geschäftsführung der Holtzbrinck Buchverlage, Vorstandsvorsitzender der Buch- und Medienstiftung Literaturhaus München sowie Präsident der Desert Flower Foundation. Mitte 2017 übergab er seine Funktion als Geschäftsführer bei Droemer Knaur an seine Nachfolgerin Doris Janhsen und ist seither als Autoren- und Verlagsberater tätig.

## Leben und Wirken
Nach Abschluss der Matura in Österreich studierte Hans-Peter Übleis Handelswissenschaften an der Wirtschaftsuniversität Wien. Nach dem Magister wurde er Assistent am Institut für Absatzwirtschaft an der Wirtschaftsuniversität Wien und absolvierte Jura als Zweitstudium. 1975 folgte die Promotion zum Thema Absatzpolitisches Instrumentarium multinationaler Unternehmen.
1975 trat Übleis in die Verlagsbranche ein, zunächst als Assistent des Verlegers Fritz Molden in dessen Verlag in Wien. Ab 1977 wurde er außerdem Geschäftsführer des Molden Verlags in München und ab 1978 Verlagsdirektor und Vice President der Molden inc. In New York. 1982 übernahm er zunächst die verlegerische Programmleitung beim Wilhelm Heyne Verlag, ab 1987 als Geschäftsführer. Ab 1992 war er zusätzlich auch Geschäftsführer des Kochbuchverlages Zabert Sandmann. In den 15 Jahren bei Heyne baute er systematisch das Hardcovergeschäft auf. Zu seinen Autoren gehörten u. a. Stephen King, John Grisham, Thomas Harris und Eckart Witzigmann. Im Jahr 1998 wurde er erst Verleger der Verlagsgruppe Weltbild und Geschäftsführer des Schneekluth Verlages, wechselte dann in die Geschäftsführung der Verlagsgruppe Droemer Knaur und übernahm dort die Position des Verlegers sowie die Programmgeschäftsführung. Er baute das Programm des Verlages aus und machte ihn zum Marktführer in den Bereichen Spannung, historische Romane sowie Biographien. Durch seine nachhaltige Förderung deutscher und internationaler Autoren konnten Autoren wie Sebastian Fitzek, Volker Klüpfel/Michael Kobr, Iny Lorentz, Sabine Ebert, Nina George, Karen Rose, Val McDermid, John Katzenbach oder Don Winslow an der Spitze der Bestsellerlisten etabliert werden.
Im Sachbuch positionierte sich der Verlag vor allem durch aktuelle politische Debatten, u. a. mit den Büchern von Malala Yousafzai, Waris Dirie und Hamed Abdel-Samad, aber auch durch Biographien, wie z. B. den Memoiren von Helmut Kohl.
2013 wurde Hans-Peter Übleis von der Fachzeitschrift Buchmarkt als „Verleger des Jahres“ ausgezeichnet.
Seit 2015 ist Hans-Peter Übleis Vorstandsvorsitzender der Buch- und Medienstiftung Literaturhaus München. Seit 2016 ist er Mitglied der Geschäftsführung der Holtzbrinck Buchverlage, einem Tochterunternehmen der Verlagsgruppe Georg von Holtzbrinck.
Übleis ist außerdem Präsident der Desert Flower Foundation. Ziel der Stiftung ist der weltweite Kampf gegen weibliche Genitalverstümmelung sowie Bildung für afrikanische Kinder.